# جين آفريل
جين آفريل (بالفرنسية: Jane Avril)‏ هي عارضة فنية ‏ فرنسية، ولدت في 9 يونيو 1868 في الدائرة العشرون في باريس في فرنسا، وتوفيت في 17 يناير 1943 في الدائرة الخامسة عشرة في باريس في فرنسا.